# Água Grande
Água Grande ist ein Distrikt von São Tomé und Príncipe und liegt auf der Insel São Tomé.

## Geographie
Água Grande ist mit einer Fläche von 17 km² der kleinste, mit ca. 69.500 Einwohnern (2012) jedoch der bevölkerungsreichste der sieben Distrikte. Água Grande grenzt im Westen an Lobata und im Süden an Mé-Zóchi. Die Hauptstadt ist São Tomé an der Ostküste der Insel mit ca. 53.300 Einwohnern (2003); zu den weiteren Ortschaften in Água Grande gehören Pantufo, Praia Cruz, Riboque und Oque d’El Rei.

## Bevölkerungsentwicklung
- 1940 08.431 Einwohner (11,0 % der Gesamtbevölkerung)
- 1940 08.431 Einwohner (13,9 %)
- 1950 07.821 Einwohner (13,0 %)
- 1960 09.586 Einwohner (14,9 %)
- 1970 19.636 Einwohner (26,6 %)
- 1981 32.375 Einwohner (33,5 %)
- 1991 42.331 Einwohner (36,0 %)
- 2001 51.886 Einwohner (37,7 %)
- 2012 69.454 Einwohner (38,9 %)